# La Haye-du-Theil
La Haye-du-Theil is een gemeente in het Franse departement Eure (regio Normandië) en telt 250 inwoners (1999). De plaats maakt deel uit van het arrondissement Bernay.

## Geografie
De oppervlakte van La Haye-du-Theil bedraagt 6,9 km², de bevolkingsdichtheid is 36,2 inwoners per km².
De onderstaande kaart toont de ligging van La Haye-du-Theil met de belangrijkste infrastructuur en aangrenzende gemeenten.

## Demografie
Onderstaande figuur toont het verloop van het inwonertal (bron: INSEE-tellingen).